# أوزغور أوزيل
أوزغور أوزيل (من مواليد 21 سبتمبر 1974) هو سياسي تركي وزعيم حزب الشعب الجمهوري منذ عام 2023. كان قد شغل سابقًا منصب نائب زعيم المجموعة البرلمانية لحزب الشعب الجمهوري منذ شهر يونيو 2015، إلى جانب السياسي إنجين ألتاي وليفنت جوك. عمل كصيدلي سابق وكان عضوًا في البرلمان عن دائرة مانيسا الانتخابية منذ الانتخابات العامة 2011. عرف بنشاطه فيما يتعلق بحقوق عمال المناجم في مقاطعة مانيسا.
بدأ بالعمل في قطاع الصيدلة عام 1999. وشغل منصب الأمين العام لغرفة الصيادلة في مانيسا عامي 2001 -2007 ومنصب رئيس الغرفة لفترتين خلال هذه الفترة. كما تولى أيضًا منصب المتحدث الرسمي والرئيس في اتحاد الجمعيات الأكاديمية في مانيسا خلال نفس السنوات. أيضا لعب دورًا نشطًا على الساحة الدولية، من خلال عضويته في منظمات دولية مثل الاتحاد الصيدلاني الدولي، والمجموعة الصيدلانية التابعة للاتحاد الأوروبي، والمنتدى الصيدلاني الأوروبي.

## النشأة وعمله

### التعليم
ولد في 21 سبتمبر 1974 في مدينة مانيسا لعائلة تركية بلقانية ( تركية مقدونية ) أصلها من سكوبيي، مقدونيا الشمالية وكذلك سالونيك باليونان، أكمل التعليمه الابتدائي فيها. ثم أكمل التعليم الثانوي وبدأ دراسته الجامعية في مدرسة إزمير بورنوفا الأناضول الثانوية، لكنه عاد إلى مانيسا حيث تخرج من الكلية. تخرج من كلية الصيدلة في جامعة إيجه. 

### العمل في الصيدلة

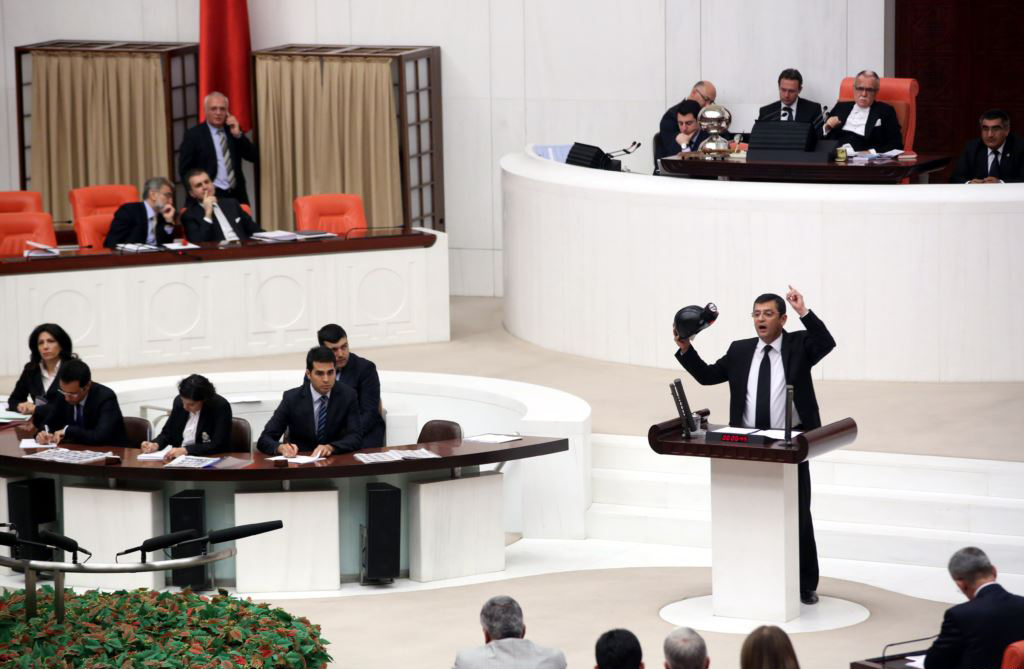
نائب مانيسا أوزيل يتحدث أمام الجمعية الوطنية الكبرى لتركيا حول كارثة سوما (2014)

بعد تخرجه من الجامعة عمل صيدليًا بالتجزئة حتى تم انتخابه نائبًا في البرلمان عام 2011. منذ عام 2007 شغل منصب عضو مجلس إدارة تنفيذي ومحاسب وأمين عام لجمعية الصيادلة الأتراك لفترتين، كما أدلى أيضًا بالعديد من البيانات والعروض التقديمية في 163مؤتمر. هو أيضًا عضو في الاتحاد الدولي للصيادلة، ومجموعة صيادلة الاتحاد الأوروبي، ومنتدى الصيادلة الأوروبي. 

## العمل السياسي

### حزب الشعب الجمهوري

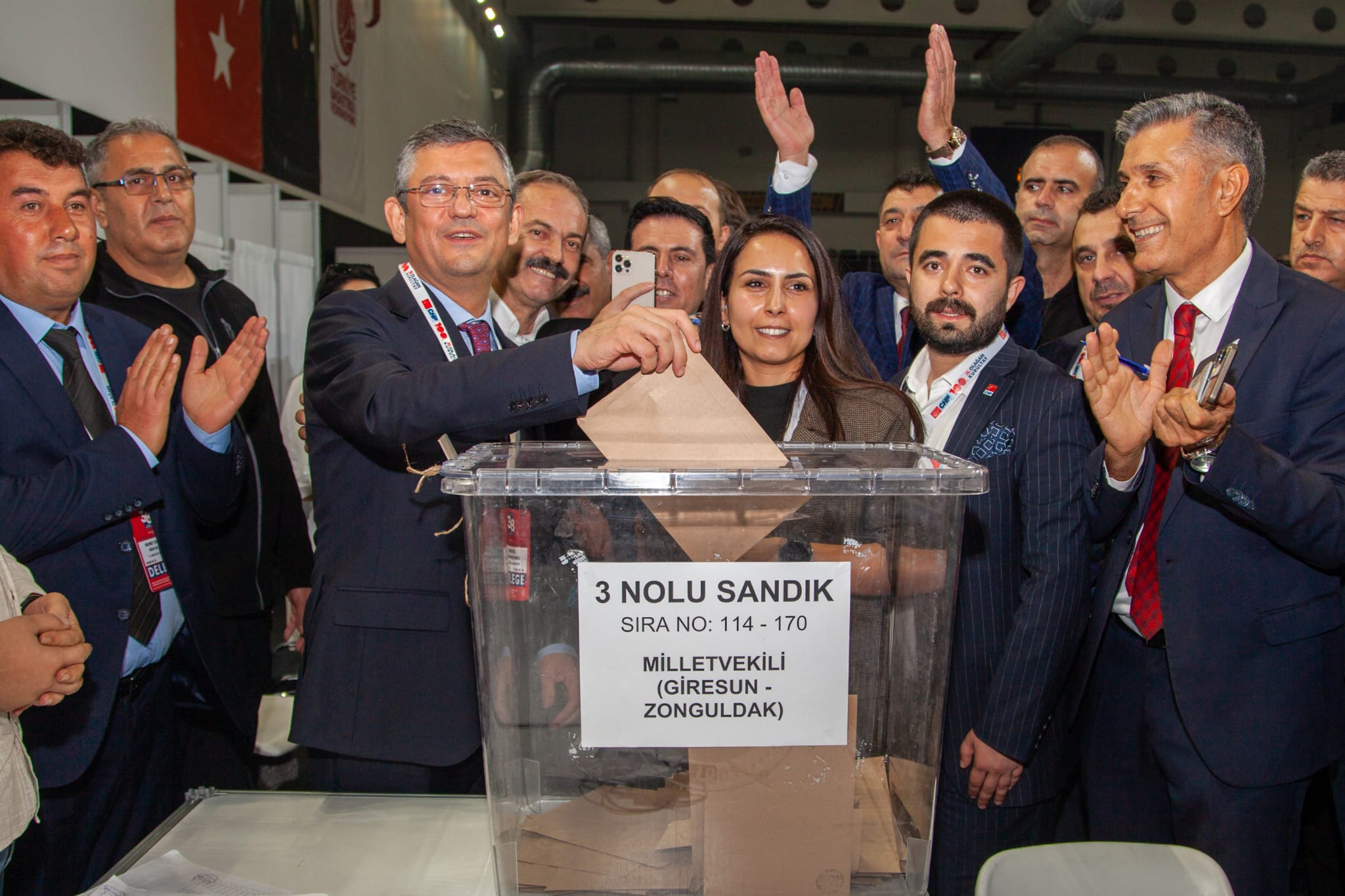
أوزغور أوزيل يدلي بصوته في الجولة الأولى من انتخابات المؤتمر العادي الثامن والثلاثين للحزب الجمهوري

تم انتخاب أوزيل كعضو في البرلمان عن دائرة مانيسا الانتخابية في الانتخابات العامة 2011 وأعيد انتخابه في يونيو 2015 ونوفمبر 2015. ثم تم انتخابه لعضوية مجلس حزب الشعب في المؤتمر الاستثنائي الثامن عشر في سبتمبر 2014. وبصفته نائباً، فهو عضو في لجنتي الصحة والتحقيق في السجون النيابيتين. في بداية البرلمان ال25 الذي لم يدم طويلاً في 24 يونيو 2015، تم انتخابه نائبًا لرئيس المجموعة البرلمانية لحزب الشعب الجمهوري وأعيد انتخابه في بداية البرلمان ال26. منذ نوفمبر 2015 اصبح يعمل حاليًا جنبًا إلى جنب مع السياسي إنجين ألتاي وليفنت جوك. 
عام 2015 حصل على جائزة أوغور مومجو لأفضل سياسي من قبل جمعية الفكر الأتاتوركي وجمعية الصحفيين المعاصرين. 

### كارثة منجم سوما
تصدر أوزيل إلى جانب نواب آخرين من حزب الشعب عن مانيسا عناوين الأخبار في العالم بعد كارثة منجم سوما في مايو 2014، حيث قُتل 301 من عمال المناجم بعد انهيار منجم سوما للفحم في سوما بمقاطعة مانيسا. حيث تسببت الكارثة في انتقادات واسعة لحكومة حزب العدالة والتنمية، لأنها رفضت اقتراحًا برلمانيًا تقدم به أوزيل للتحقيق في حوادث التعدين في سوما ومدن أخرى قبل شهرين فقط من الكارثة.  حظيت خطاباته قبل الكارثة وبعدها باهتمام على الصعيد الوطني. 

### الترشح لقيادة حزب الشعب الجمهوري
أعلن أوزيل ترشحه للرئاسة في المؤتمر العادي ال38 لحزب الشعب الجمهوري المقرر عقده عام 2023. وانتقد تصريحات رئيس الحزب آنذاك كيليتشدار أوغلو حول مستقبل حزب الشعب الجمهوري، الذي قال إنه سيسلم الحزب إلى "ديمقراطي اشتراكي جيد يتمتع بالمعرفة والخبرة". ومع ذلك، رد بعض أعضاء الحزب على هذا البيان وانتقدوا كيليجدار أوغلو لفشله في قيادة الحزب بطريقة ديمقراطية. وجادل أوزغور أوزيل، على وجه الخصوص، بأن كيليتشدار أوغلو أدلى بهذا التصريح لاستهداف نفسه وغيره من المنافسين المحتملين. وشدد أوزيل على أهمية الديمقراطية الداخلية للحزب وذكر أنه يجب انتخاب زعيم الحزب بشكل ديمقراطي. كما اعترض على تشبيه كمال قلجدار أوغلي بـ "إيصال الحزب إلى ميناء آمن" وانتقد هذا التصريح بسؤال "من الذي جر تلك السفينة إلى المياه الخطرة؟" 

## أنظر أيضا
- مانيسا (دائرة انتخابية)
- كمال قلجدار أوغلي
- دنيز بايقال
- بولنت أجاويد

## روابط خارجية
- الملف الشخصي للنائب على موقع مجلس الأمة الكبير
- حساب على موقع تويتر